# Trigonoptera flavoscutellata
Trigonoptera flavoscutellata là một loài bọ cánh cứng trong họ Cerambycidae.